# Altes Stadthaus (Bonn)
El Altes Stadthaus es un antiguo edificio administrativo en Bonn, Alemania. Fue construido para las fuerzas de ocupación francesas después de la Primera Guerra Mundial. Fue diseñado por el arquitecto de Múnich German Bestelmeyer en 1922 y la construcción se desarrolló entre 1924 y 1925. Sirvió más recientemente como biblioteca pública y edificio administrativo. En 2012 se renovó y amplió como "Casa de aprendizaje" (en alemán: "Haus der Bildung"), que alberga el colegio comunitario y la biblioteca.

## Sitio y arquitectura
German Bestelmeyer diseñó el edificio para convertirlo en un impresionante punto de entrada a la ciudad en el lado norte. Fue erigido en un bastión que quedó de las antiguas murallas de la ciudad, frente a la Universidad de Bonn, que ocupa el antiguo palacio residencial del príncipe elector de Colonia en el sitio del bastión sur. Una sección curva linda con Windeckstraße en el lado sur y define el área restante como un jardín. Junto con la "Antigua Casa de Peaje", este bastión es una de las pocas partes de las antiguas fortificaciones accesibles al público. En la década de 1980, se creó una nueva ruta de acceso desde el Florentiusgraben, y se ajardinó el patio y se plantaron árboles. A finales de la década de 1990, parte de este pequeño parque se convirtió en un patio de recreo.
El Altes Stadthaus se organiza alrededor de dos patios internos rectangulares. La sección principal, que da a Mühlheimer Platz, tiene un techo abuhardillado y está enmarcado por torreones de cuatro pisos. La entrada principal se encuentra en la esquina suroeste de Bottlerplatz, y el edificio forma un puente sobre Windeckstraße, con dos aberturas arqueadas bajas. El edificio de Bestelmayer estaba destinado a ser el núcleo del desarrollo futuro en el centro de Bonn. Sin embargo, la única otra construcción allí era la oficina de impuestos en la esquina de Mülheimer Platz y Münsterstraße, construida en 1937, y un edificio más en Bottlerplatz. Tras la construcción de la Neues Stadthaus (el nuevo edificio de la administración de la ciudad) la sección frente a Mühlheimer Platz se renovó como una biblioteca. A su vez, ambos patios fueron techados y varios muros interiores reemplazados por columnas. En el ala se abrió una tienda C&A.

## Historia
Después de la Segunda Guerra Mundial, el Bundesministerium für gesamtdeutsche Fragen se instaló en el Altes Stadthaus entre 1949 y 1957, principalmente en la sección ahora demolida del edificio.
En el verano de 2006, el alcalde y el presidente del grupo del Partido Socialdemócrata de Alemania (SPD) en el ayuntamiento anunciaron planes para vender el Altes Stadthaus, reubicar la biblioteca, el colegio comunitario y el museo de la ciudad en un nuevo edificio en Quantiusstraße. Cerca de la estación. El Stadthaus se iba a utilizar como espacio comercial.

### Casa de Aprendizaje
El anuncio de la venta del edificio provocó un intenso debate público. El Partido Verde, en ese momento en coalición con el SPD, estuvo en total desacuerdo con el plan. El partido Unión Demócrata Cristiana (CDU) celebró una reunión en octubre de 2006. La directora del Museo de la Mujer de Bonn, Marianne Pitzen, acusó a los iniciadores del plan de vender bienes públicos y subestimar el valor del patrimonio cultural.
A finales de octubre de 2006, se formó un grupo de ciudadanos para promover la creación de una "Casa de aprendizaje" (en alemán: "Haus der Bildung") en Bottlerplatz. El grupo exigió que se mantuvieran y renovaran el edificio y la biblioteca existentes.
En su sesión del 23 de noviembre de 2006, el comité de planificación del ayuntamiento encargó a su personal que examinara cómo se podría utilizar el Altes Stadthaus para el comercio minorista a gran escala sin dañarlo como un hito arquitectónico. El informe se presentó a finales de diciembre y recomendaba la reutilización del espacio interno ya modificado que alberga la biblioteca y la creación de espacio utilizable adicional hasta un total de unos 1600 m². Esto podría hacerse bajando el piso al nivel de la calle y modificando las áreas de las escaleras sin cambiar el aspecto externo del edificio, que es característico de los edificios gubernamentales de la década de 1920, particularmente en su planta baja en bloques. No se recomendaron cambios en los pisos superiores, que permanecieron en gran parte en su estado original.
El 21 de enero de 2007, los concejales del SPD y la CDU anunciaron que habían acordado albergar la "Haus der Bildung" en el Altes Stadthaus. El edificio se ampliará para alojarlo. El 31 de enero de 2007, el ayuntamiento votó a favor de aceptar este plan, y los Verdes, la Coalición de Ciudadanos, la CDU y los miembros del SPD votaron por este. Se espera que el coste de las remodelaciones y renovaciones necesarias superen los 19 millones de euros.
Un concurso de arquitectura concluyó en octubre de 2008; Se eligió la entrada del estudio de arquitectura Alexander Koblitz de Berlín. El edificio de oficinas adyacente, Siemenshaus, fue demolido y en su sitio se está erigiendo una extensión del Stadthaus que incorporará una nueva entrada principal. Estaba previsto que el trabajo se completara en 2013.